# 2. division 2017
La 2. division 2017 è  il campionato di football americano di terzo livello, organizzato dalla DAFF.

## Squadre partecipanti
| Club                                  | Città             | Stadio | Sponsor ufficiale | Risultato nella stagione 2016 |
| ------------------------------------- | ----------------- | ------ | ----------------- | ----------------------------- |
| Avedøre Monarchs/ Roskilde Kings      | Hvidovre/Roskilde |        |                   |                               |
| Køge Marines/ Copenhagen Tomahawks II | Køge/Copenaghen   |        |                   |                               |
| Kronborg Knights                      | Helsingør         |        |                   |                               |
| Ørestaden Spartans                    | Kastrup           |        |                   |                               |
| Slagelse Wolfpack                     | Slagelse          |        |                   |                               |
| Søllerød Gold Diggers U21             | Rudersdal         |        |                   |                               |
| Sønderborg Sergeants                  | Sønderborg        |        |                   |                               |
| Svendborg Admirals                    | Svendborg         |        |                   |                               |

## Stagione regolare

### Calendario

#### 1ª giornata
| Helsingør 9 aprile 2017, ore 14:00 | Kronborg Knights | 38 – 12 referto | Ørestaden Spartans | Knights Stadion |

| Køge 9 aprile 2017, ore 14:00 | Køge Marines /Copenhagen Tomahawks II | 40 – 20 referto | Slagelse Wolfpack | Rishøjhallen |

| Svendborg 13 aprile 2017, ore 14:00 | Svendborg Admirals | 0 – 0 (a tavolino) referto | Søllerød Gold Diggers U21 | Admirals Field |

| Sønderborg 14 aprile 2017, ore 14:00 | Sønderborg Sergeants | 42 – 6 referto | Avedøre Monarchs/ Roskilde Kings | Sønderborg Stadion |

#### 2ª giornata
| Hvidovre 22 aprile 2017, ore 14:00 | Avedøre Monarchs /Roskilde Kings | 0 – 19 referto | Kronborg Knights | Avedøre Gymnasium |

| Svendborg 23 aprile 2017, ore 14:00 | Svendborg Admirals | 0 – 50 (a tavolino) referto | Sønderborg Sergeants | Admirals Field |

#### 3ª giornata
| Helsingør 29 aprile 2017, ore 14:00 | Kronborg Knights | 50 – 0 (a tavolino) referto | Svendborg Admirals | Knights Stadion |

| Hvidovre 30 aprile 2017, ore 14:00 | Avedøre Monarchs /Roskilde Kings | 0 – 40 referto | Køge Marines/ Copenhagen Tomahawks II | Avedøre Gymnasium |

#### 4ª giornata
| Nærum 6 maggio 2017, ore 14:00 | Søllerød Gold Diggers U21 | 0 – 50 (a tavolino) referto | Sønderborg Sergeants | Rundforbi Stadion |

| Copenaghen 7 maggio 2017, ore 14:00 | Ørestaden Spartans | 14 – 8 referto | Slagelse Wolfpack | Boldfælleden |

#### 5ª giornata
| Sønderborg 12 maggio 2017, ore 14:00 | Sønderborg Sergeants | 7 – 21 referto | Ørestaden Spartans | Sønderskov skolen |

| Svendborg 13 maggio 2017, ore 14:00 | Svendborg Admirals | 0 – 50 (a tavolino) referto | Slagelse Wolfpack | Admirals Field |

#### 6ª giornata
| Nærum 20 maggio 2017, ore 17:00 | Søllerød Gold Diggers U21 | 0 – 50 (a tavolino) referto | Avedøre Monarchs/ Roskilde Kings | Rundforbi Stadion |

| Køge 21 maggio 2017, ore 14:00 | Køge Marines /Copenhagen Tomahawks II | 6 – 34 referto | Kronborg Knights | Rishøjhallen |

#### 7ª giornata
| Svendborg 27 maggio 2017, ore 14:00 | Svendborg Admirals | 0 – 50 (a tavolino) referto | Køge Marines/ Copenhagen Tomahawks II | Admirals Field |

| Slagelse 28 maggio 2017, ore 16:00 | Slagelse Wolfpack | 7 – 54 referto | Ørestaden Spartans | Nordhallen |

#### 8ª giornata
| Helsingør 3 giugno 2017, ore 14:00 | Kronborg Knights | 35 – 14 referto | Ørestaden Spartans | Knights Stadion |

| Køge 4 giugno 2017, ore 14:00 | Køge Marines /Copenhagen Tomahawks II | 36 – 0 referto | Avedøre Monarchs/ Roskilde Kings | Rishøjhallen |

#### 9ª giornata
| Svendborg 10 giugno 2017, ore 10:00 | Svendborg Admirals | 0 – 50 (a tavolino) referto | Sønderborg Sergeants | Admirals Field |

| Slagelse 11 giugno 2017, ore 14:00 | Slagelse Wolfpack | 50 – 0 (a tavolino) referto | Søllerød Gold Diggers U21 | Nordhallen |

#### 10ª giornata
| Copenaghen 17 giugno 2017, ore 14:00 | Ørestaden Spartans | 50 – 0 (a tavolino) referto | Svendborg Admirals | Boldfælleden |

| Hvidovre 18 giugno 2017, ore 14:00 | Avedøre Monarchs /Roskilde Kings | 29 – 0 referto | Slagelse Wolfpack | Avedøre Gymnasium |

#### 11ª giornata
| Sønderborg 24 giugno 2017, ore 14:00 | Sønderborg Sergeants | 6 – 35 referto | Kronborg Knights | Sønderskov skolen |

| Nærum 25 giugno 2017, ore 14:00 | Søllerød Gold Diggers U21 | 0 – 50 (a tavolino) referto | Køge Marines/ Copenhagen Tomahawks II | Rundforbi Stadion |

#### 12ª giornata
| Sønderborg 19 agosto 2017, ore 14:00 | Sønderborg Sergeants | 50 – 0 (a tavolino) referto | Svendborg Admirals | Sønderborg Stadion |

| Hvidovre 20 agosto 2017, ore 14:00 | Avedøre Monarchs /Roskilde Kings | 0 – 41 referto | Kronborg Knights | Avedøre Gymnasium |

#### 13ª giornata
| Køge 26 agosto 2017, ore 19:00 | Køge Marines /Copenhagen Tomahawks II | 50 – 0 (a tavolino) referto | Sønderborg Sergeants | Rishøjhallen |

| Copenaghen 27 agosto 2017, ore 14:00 | Ørestaden Spartans | 50 – 0 (a tavolino) referto | Søllerød Gold Diggers U21 | Boldfælleden |

#### 14ª giornata
| Helsingør 2 settembre 2017, ore 14:00 | Kronborg Knights | - – - (non disputata) referto | Slagelse Wolfpack | Knights Stadion |

| Copenaghen 3 settembre 2017, ore 14:00 | Ørestaden Spartans | 33 – 0 referto | Avedøre Monarchs/ Roskilde Kings | Boldfælleden |

#### 15ª giornata
| Slagelse 9 settembre 2017, ore 14:00 | Slagelse Wolfpack | 50 – 0 (a tavolino) referto | Sønderborg Sergeants | Nordhallen |

| Hvidovre 9 settembre 2017, ore 14:00 | Avedøre Monarchs /Roskilde Kings | 50 – 0 (a tavolino) referto | Svendborg Admirals | Avedøre Gymnasium |

| Helsingør 10 settembre 2017, ore 14:00 | Kronborg Knights | 50 – 0 (a tavolino) referto | Søllerød Gold Diggers U21 | Knights Stadion |

| Copenaghen 10 settembre 2017, ore 14:00 | Ørestaden Spartans | 27 – 26 referto | Køge Marines/ Copenhagen Tomahawks II | Boldfælleden |

#### 16ª giornata
| Slagelse 16 settembre 2017, ore 16:00 | Slagelse Wolfpack | 0 – 50 (a tavolino) referto | Køge Marines/ Copenhagen Tomahawks II | Nordhallen |

### Classifica
La classifica della regular season è la seguente:
- PCT = percentuale di vittorie, G = partite giocate, V = partite vinte,  P = partite perse, PF = punti fatti, PS = punti subiti

| Pos. | Squadra                               | PCT   | G | V | N | P | PF  | PS  |
| ---- | ------------------------------------- | ----- | - | - | - | - | --- | --- |
| 1    | Kronborg Knights                      | 1.000 | 8 | 8 | 0 | 0 | 302 | 38  |
| 2    | Ørestaden Spartans                    | .778  | 9 | 7 | 0 | 2 | 275 | 121 |
| 3    | Køge Marines/ Copenhagen Tomahawks II | .778  | 9 | 7 | 0 | 2 | 348 | 81  |
| 4    | Sønderborg Sergeants                  | .556  | 9 | 5 | 0 | 4 | 255 | 162 |
| 5    | Slagelse Wolfpack                     | .375  | 8 | 3 | 0 | 5 | 185 | 187 |
| 6    | Avedøre Monarchs/ Roskilde Kings      | .333  | 9 | 3 | 0 | 6 | 135 | 211 |
| 7    | Svendborg Admirals                    | .055  | 9 | 0 | 1 | 8 | 0   | 400 |
| 8    | Søllerød Gold Diggers U21             | .071  | 7 | 0 | 1 | 6 | 0   | 300 |